# Szigetszentmárton-Szigetújfalu megállóhely
Szigetszentmárton-Szigetújfalu megállóhely egy HÉV-megállóhely, melyet a MÁV-HÉV Helyiérdekű Vasút Zrt. (MÁV-HÉV) üzemeltet Szigetszentmárton településen. A két névadó település, Szigetújfalu és Szigetszentmárton határa közelében helyezkedik el, az 51 111-es út és a HÉV keresztezésének déli oldalán.

## Forgalom
| Járat | Útvonal | Gyakoriság       |
| ----- | --- | ---------------- |
|       | Budapest, Közvágóhíd – (Kén utca –) Pesterzsébet felső – Torontál utca – Soroksár felső – Soroksár, Hősök tere – Szent István utca – Millenniumtelep – Dunaharaszti felső – Dunaharaszti külső – Szigetszentmiklós – József Attila-telep – (Szigetszentmiklós alsó –) Szigetszentmiklós-Gyártelep – Szigethalom – Szigethalom alsó – Tököl – Szigetcsép – Szigetszentmárton-Szigetújfalu – (Horgásztanyák – Angyalisziget –) Ráckeve | 20-60 percenként |

## Megközelítés tömegközlekedéssel
- Elővárosi busz:  676